# Simón Echevarría
Simón Echevarría Romero (Santiago de Chile; 9 de julio de 1972 - Madrid; 31 de julio de 2006), más conocido como Big Simon, fue un productor y músico chileno radicado en Madrid, conocido por haber trabajado con muchas bandas de la escena rock y metal española, entre las décadas de 1990 y los 2000, así como con músicos como Alejandro Sanz, Miguel Bosé y Joaquín Sabina.

## Biografía
Nació en 1972 en Santiago de Chile, con dos años de edad emigró a Perú donde residió unos meses y en noviembre de 1974 llegó a Londres con sus padres y hermana, exiliados de la dictadura militar de Augusto Pinochet.
En Inglaterra residió en Harston y Bristol, donde recibió la educación preescolar.
Llegó a España en diciembre de 1978, tenía seis años.
Comenzó a estudiar, en Madrid, informática a los 8 años y música a los 10 años, cuando se compró su primera guitarra; inscribiéndose posteriormente en la academia Rockservatorio, donde estudió guitarra, solfeo y armonía con Jero Ramiro. Su primer trabajo en un estudio audiovisual fue a los 15 años, desde ese momento no paró de estudiar y perfeccionarse, tanto en música como en informática, hasta conseguir una magnífica carrera como productor musical.
Con sólo 18 años, fue Disc-jockey residente de la mítica Sala Canciller de Madrid, desde 1990 hasta 1993. Posteriormente realizó la misma actividad en otro local emblemático del heavy en Madrid, La Urbe del Kas, hasta 1995. Estas actividades eran paralelas a sus estudios musicales, y a su empleo como administrador de redes y sistemas informáticos, y encargado del área de grafismo y diseño en la empresa Aysav S.A. de Madrid.
Su carrera como productor musical comenzó en los antiguos estudios Sintonía de Madrid donde colaboró con productores nacionales e internacionales así como con artistas y grupos como Alejandro Sanz, Amaral, Celtas Cortos, Nacho Vegas, Rosana, Joaquín Sabina, Mägo de Oz, Luis Cobos, Saratoga, Los Pecos, Sergio Dalma, Sôber, Stravaganzza, Skizoo, Dark Moor, Warcry, Skunk D.F., Ebony Ark, Coilbox, Dreamaker, Silver Fist, Miguel Bosé, Terroristars, Infernoise, FreakMind, etc.
También trabajó en el mundo de la publicidad creando y arreglando covers y sintonías originales para anuncios, era el experto en las mezclas Dolby Digital 5.1 en la gran cantidad de películas que doblaron para Disney, así como otros títulos del cine español.
En los últimos años se desempeñaba como Freelance, solicitado por bandas de Heavy Metal y progresivo, así como técnico de sonido directo para grupos como Dover, Skizoo, Carmen París, etc. Colaboró en dos videoclips del grupo Mägo de Oz; en Hoy toca ser feliz (interpretando al Mago), y La posada de los muertos (Revisando a los miembros del grupo en la entrada de la Posada).
Como músico formó parte de la banda Not for Us, en la que era guitarrista y productor. La banda lanzó en 1999 el álbum Métodos en Déjà-vu, y un año después el álbum No para nosotros. En Sôber se encargó de los teclados y samplers, durante la gira Reddo.
El 31 de julio de 2006, fallece Simón Echevarría en Madrid, tras habérsele detectado un cáncer de páncreas unas semanas antes. Esto cuando acababa de finalizar, en Murcia, la producción de un álbum de Skizoo.

## Homenaje a Big Simon
En marzo de 2007 se edita un doble disco como homenaje a Simón Echevarría tras su fallecimiento. El álbum, titulado Big Simon... Y serás canción, contiene canciones de grupos y artistas que llegaron a trabajar con Big Simon en una o varias ocasiones. Entre las bandas se encuentran: Not For Us, Urban Dux, Terroristars, Stravaganzza, Skunk D.F., Skizoo, Silver Fist, Savia, Melquiades, Mägo de Oz, Kaothic, Infernoise, Hora Zulu, Ebony Ark, Dreamaker, Dark Moor, Básico.
Dentro del álbum se incluyen dos temas del grupo de Big Simon, Not For Us, además de un tema escrito exclusivamente en honor a Echevarría, titulado Y serás canción, el cual fue escrito por Txus di Fellatio de Mägo de Oz, y grabado e interpretado por varios de los artistas que colaboraron en el álbum, quienes se hicieron llamar The Big Simon Band. Las ganancias del álbum se recaudaron para la familia de Big Simon.

## Trabajos

### Discografía con "Not for Us"[3]
- Métodos en Déjà-vu (1999)
- No Para Nosotros (2000)
- Relax (Single) (2000)

### Música
Lista de algunos de los trabajos de Big Simon en el ambiente musical.
| Banda/Artista   | Álbum                             | Año  | Rol                                           |
| --------------- | --------------------------------- | ---- | --------------------------------------------- |
| Avulsed         | Cybergore                         | 1998 | Remix de pista 9                              |
| Avulsed         | Yearning for the Grotesque        | 2003 | Producción                                    |
| Dark Moor       | Between Light and Darkness        | 2003 | Mezcla, Producción                            |
| Dark Moor       | Beyond The Sea                    | 2005 | Grabación, Mezcla                             |
| Dreamaker       | Enclosed                          | 2005 | Grabación, Mezcla, Masterización, Producción  |
| Ebony Ark       | Decoder                           | 2004 | Mezcla, Mastering                             |
| Infernoise      | Hellrider                         | 2006 | Ingeniería, Mezcla, Masterización, Producción |
| Hora Zulu       | El que la lleva la Entiende       | 2006 | Producción                                    |
| Mägo de Oz      | Gaia II: La voz dormida           | 2005 | Producción                                    |
| Rancor          | Death Is Everywhere               | 2006 | Masterización                                 |
| Skizoo          | Skizoo                            | 2005 | Remezclas y Producción                        |
| Skizoo          | Incerteza                         | 2006 | Remezclas y Producción                        |
| Saratoga        | Agotarás                          | 2002 | Masterización                                 |
| Saratoga        | Heaven's Gate (EP)                | 2003 | Producción                                    |
| Saratoga        | El clan de la lucha               | 2004 | Producción, Masterización                     |
| Saratoga        | Tierra de lobos                   | 2005 | Ingeniería, Masterización                     |
| Saratoga        | The Fighting Clan                 | 2006 | Producción                                    |
| Savia           | Insensible                        | 2005 | Programación                                  |
| Stravaganzza    | Sentimientos                      | 2005 | Producción                                    |
| Sergio Dalma    | Lo Mejor 1989-2004                | 2004 | Masterización                                 |
| Pecos           | ¿Dónde estabas tú? 25 aniversario | 2004 | Masterización                                 |
| Coilbox         | The Havoc                         | 2004 | Producción                                    |
| Terroristars    | Satanistars                       | 2004 | Producción                                    |
| Joaquín Sabina  | Dímelo en la calle                | 2002 | Programación                                  |
| Andrés Calamaro | El salmón                         | 2000 | Grabaciones adicionales                       |
| FreakMind       | Six Degrees of Separation         | 2005 | Producción                                    |
| WarCry          | ¿Dónde está la luz?               | 2005 | Masterización                                 |

### Cine
| Película | Dirección       | Año  | Rol                |
| -------- | --------------- | ---- | ------------------ |
| El As    | Martin Coiffier | 2003 | Montador de sonido |